# Louis Martin
Louis Martin (1875 - ?) va ser un nedador i waterpolista francès que va competir a principis del segle xx.
El 1900 va prendre part en quatre proves del programa de natació dels Jocs Olímpics de París. En la prova dels 200 metres per equips va guanyar la medalla de bronze, formant equip amb Georges Leuillieux, René Tartara, Désiré Merchez i Houben. Aquesta mateixa medalla aconseguí en els 4000 metres lliures, mentre en els 1000 metres lliures acabà cinquè i en els 200 metres novè.
A més a més, també formà per de l'equip Pupilles de Neptune de Lille #2, un dels quatre equips francesos en la competició de waterpolo, amb el qual guanyà una tercera medalla de bronze.